# Schulhaus Ilgen

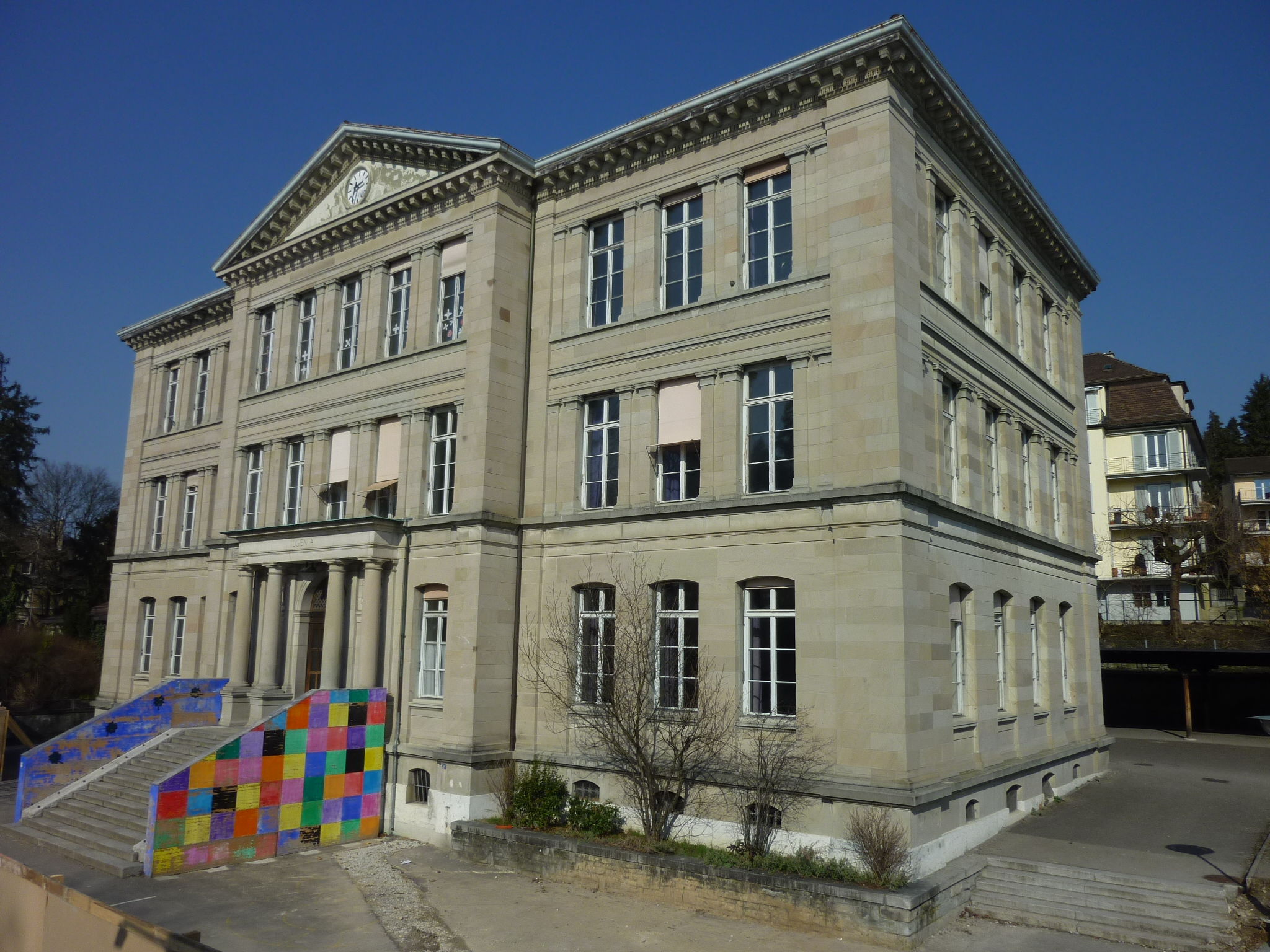
Ilgen A

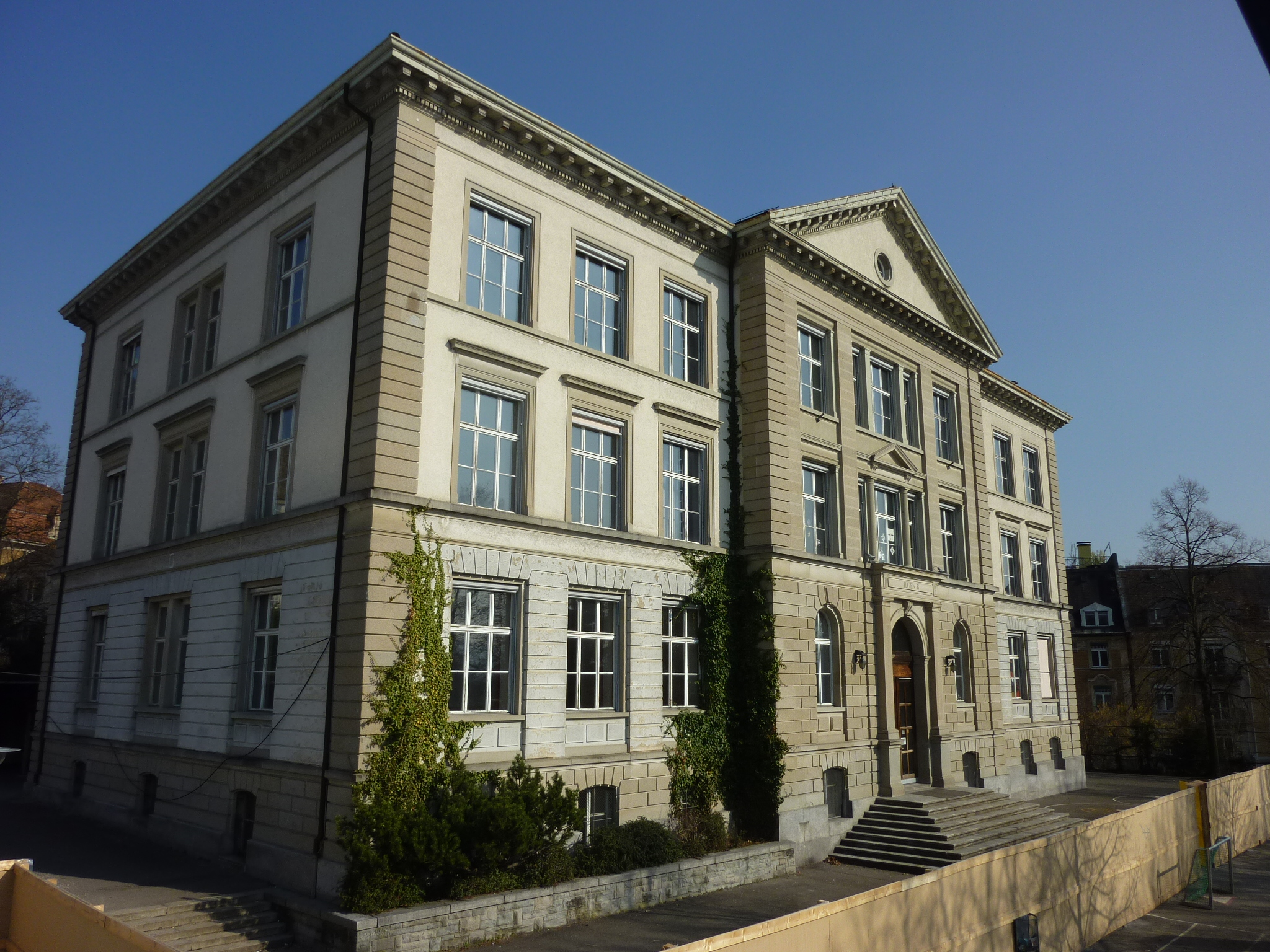
Ilgen B

Die denkmalgeschützte Schule Ilgen ist ein baukulturell bedeutendes Beispiel der Schulhausplanungen des ausgehenden 19. Jahrhunderts. Die Anlage liegt in Zürich-Hottingen, direkt oberhalb des Römerhofes. Mit der grosszügigen, vorgelagerten Terrasse – dem Schulplatz – hebt sich das Ensemble deutlich von der umliegenden kleinteiligen Wohnbebauung ab und hat so eine einprägsame Bedeutung für das ganze Quartier. 
Die Schulgebäude sind hochrepräsentative Gebäude der spätklassizistisch geprägten Neurenaissance der Semperschule, die in streng symmetrischer Weise angeordnet sind. Das Schulhaus Ilgen A wurde 1877 zusammen mit der Turnhalle nach Plänen vom Architekten Otto Wolff erstellt. Das Ilgen B stammt vom Architekten Ernst Diener und wurde im Jahr 1889 erstellt. Die hölzernen Pausendächer an der Hangseite entstanden in den 1940er Jahren im Landistil. Zur erweiterten Schulanlage gehören ein Kindergarten vom Architekten Bruno Giacometti (ca. 1950, inventarisiert) und seit 2015 der Hortneubau des Architekten Wolfgang Rossbauer. 
Ilgen A und B sind das vierte und fünfte Schulhaus, das in Hottingen gebaut wurde. Bis 1892, kurz vor der Eingemeindung, hiess die Ilgenstrasse Schulstrasse. Das gesamte Ensemble wurde im Verlauf der Jahre mehrmals saniert und umgebaut. Die letzte umfassende Sanierung wurde 2011–2012 durchgeführt.